# Feodora di Danimarca
Feodora di Danimarca (Feodora Louise Caroline Mathilde-Viktoria Alexandra Frederikke Johanne; 3 luglio 1910 – 17 marzo 1975), era figlia del principe Harald di Danimarca e nipote di Federico VIII. Come moglie del principe Cristiano di Schaumburg-Lippe è diventata una principessa di Schaumburg-Lippe per matrimonio.

## Matrimonio
Feodora sposò il suo primo cugino, il principe Cristiano di Schaumburg-Lippe, il 9 settembre 1937 al Castello di Fredensborg. Il principe Cristiano era un figlio del principe Federico di Schaumburg-Lippe e la Principessa Luisa di Danimarca, che era una sorella del padre di Feodora, il principe Harald. Il principe Cristiano è stato il capo di un ramo cadetto della casa di Schaumburg-Lippe che risiedeva a Náchod in Boemia.
Feodora e Christian ha avuto quattro figli:
- il principe Guglielmo di Schaumburg-Lippe (19 agosto 1939).
- Waldemar Principe di Schaumburg-Lippe (19 dicembre 1940).
- Principessa Marie di Schaumburg-Lippe (27 dicembre 1945).
- Principe Harald di Schaumburg-Lippe (27 marzo 1948).

## Morte
Il principe Cristiano morì nel 1974. Feodora morì il 17 marzo dell'anno successivo a Bückeburg, Bassa Sassonia, Germania.

## Ascendenza
|                                                                 |                                                      |                                                                | Genitori                                                |  |  | Nonni |  |  | Bisnonni                  |  |  | Trisnonni                                                      |  |
|                                                                 |                                                      |                                                                |                                                         |  |  |       |  |  | Cristiano IX di Danimarca |  |  | Federico Guglielmo di Schleswig-Holstein-Sonderburg-Glücksburg |  |
|                                                                 |                                                      |                                                                |                                                         |  |  |       |  |  | Cristiano IX di Danimarca |  |  | Federico Guglielmo di Schleswig-Holstein-Sonderburg-Glücksburg |  |
|                                                                 |                                                      | Luisa Carolina d'Assia-Kassel                                  |                                                         |  |  |       |  |  | Cristiano IX di Danimarca |  |  |                                                                |  |
| Federico VIII di Danimarca                                      |                                                      |                                                                |                                                         |  |  |       |  |  | Cristiano IX di Danimarca |  |  |                                                                |  |
|                                                                 |                                                      | Luisa d'Assia-Kassel                                           | Guglielmo d'Assia-Kassel                                |  |  |       |  |  |                           |  |  |                                                                |  |
|                                                                 |                                                      | Luisa d'Assia-Kassel                                           | Guglielmo d'Assia-Kassel                                |  |  |       |  |  |                           |  |  |                                                                |  |
|                                                                 |                                                      | Luisa d'Assia-Kassel                                           | Luisa Carlotta di Danimarca                             |  |  |       |  |  |                           |  |  |                                                                |  |
| Harald di Danimarca                                             |                                                      | Luisa d'Assia-Kassel                                           |                                                         |  |  |       |  |  |                           |  |  |                                                                |  |
|                                                                 |                                                      | Carlo XV di Svezia                                             | Oscar I di Svezia                                       |  |  |       |  |  |                           |  |  |                                                                |  |
|                                                                 |                                                      | Carlo XV di Svezia                                             | Oscar I di Svezia                                       |  |  |       |  |  |                           |  |  |                                                                |  |
|                                                                 |                                                      | Carlo XV di Svezia                                             | Giuseppina di Leuchtenberg                              |  |  |       |  |  |                           |  |  |                                                                |  |
| Luisa di Svezia                                                 |                                                      | Carlo XV di Svezia                                             |                                                         |  |  |       |  |  |                           |  |  |                                                                |  |
|                                                                 |                                                      | Luisa dei Paesi Bassi                                          | Federico d'Orange-Nassau                                |  |  |       |  |  |                           |  |  |                                                                |  |
|                                                                 |                                                      | Luisa dei Paesi Bassi                                          | Federico d'Orange-Nassau                                |  |  |       |  |  |                           |  |  |                                                                |  |
|                                                                 |                                                      | Luisa dei Paesi Bassi                                          | Luisa di Prussia                                        |  |  |       |  |  |                           |  |  |                                                                |  |
| Feodora di Danimarca                                            |                                                      | Luisa dei Paesi Bassi                                          |                                                         |  |  |       |  |  |                           |  |  |                                                                |  |
|                                                                 | Federico di Schleswig-Holstein-Sonderburg-Glücksburg | Federico Guglielmo di Schleswig-Holstein-Sonderburg-Glücksburg |                                                         |  |  |       |  |  |                           |  |  |                                                                |  |
|                                                                 | Federico di Schleswig-Holstein-Sonderburg-Glücksburg | Federico Guglielmo di Schleswig-Holstein-Sonderburg-Glücksburg |                                                         |  |  |       |  |  |                           |  |  |                                                                |  |
|                                                                 | Federico di Schleswig-Holstein-Sonderburg-Glücksburg | Luisa Carolina d'Assia-Kassel                                  |                                                         |  |  |       |  |  |                           |  |  |                                                                |  |
| Federico Ferdinando di Schleswig-Holstein-Sonderburg-Glücksburg | Federico di Schleswig-Holstein-Sonderburg-Glücksburg |                                                                |                                                         |  |  |       |  |  |                           |  |  |                                                                |  |
|                                                                 |                                                      | Adelaide di Schaumburg-Lippe                                   | Giorgio Guglielmo di Schaumburg-Lippe                   |  |  |       |  |  |                           |  |  |                                                                |  |
|                                                                 |                                                      | Adelaide di Schaumburg-Lippe                                   | Giorgio Guglielmo di Schaumburg-Lippe                   |  |  |       |  |  |                           |  |  |                                                                |  |
|                                                                 |                                                      | Adelaide di Schaumburg-Lippe                                   | Ida di Waldeck e Pyrmont                                |  |  |       |  |  |                           |  |  |                                                                |  |
| Elena Adelaide di Schleswig-Holstein-Sonderburg-Glücksburg      |                                                      | Adelaide di Schaumburg-Lippe                                   |                                                         |  |  |       |  |  |                           |  |  |                                                                |  |
|                                                                 |                                                      | Federico VIII di Schleswig-Holstein-Sonderburg-Augustenburg    | Cristiano di Schleswig-Holstein-Sonderburg-Augustenburg |  |  |       |  |  |                           |  |  |                                                                |  |
|                                                                 |                                                      | Federico VIII di Schleswig-Holstein-Sonderburg-Augustenburg    | Cristiano di Schleswig-Holstein-Sonderburg-Augustenburg |  |  |       |  |  |                           |  |  |                                                                |  |
|                                                                 |                                                      | Federico VIII di Schleswig-Holstein-Sonderburg-Augustenburg    | Luisa Sofia Danneskiold-Samsøe                          |  |  |       |  |  |                           |  |  |                                                                |  |
| Carolina Matilde di Schleswig-Holstein-Sonderburg-Augustenburg  |                                                      | Federico VIII di Schleswig-Holstein-Sonderburg-Augustenburg    |                                                         |  |  |       |  |  |                           |  |  |                                                                |  |
|                                                                 |                                                      | Adelaide di Hohenlohe-Langenburg                               | Ernesto I di Hohenlohe-Langenburg                       |  |  |       |  |  |                           |  |  |                                                                |  |
|                                                                 |                                                      | Adelaide di Hohenlohe-Langenburg                               | Ernesto I di Hohenlohe-Langenburg                       |  |  |       |  |  |                           |  |  |                                                                |  |
|                                                                 |                                                      | Adelaide di Hohenlohe-Langenburg                               | Feodora di Leiningen                                    |  |  |       |  |  |                           |  |  |                                                                |  |
|                                                                 |                                                      | Adelaide di Hohenlohe-Langenburg                               |                                                         |  |  |       |  |  |                           |  |  |                                                                |  |